# Jiří Lábus
Jiří Lábus (Prága, 1950. január 26. –) cseh színész és forgatókönyvíró, híresség, aki három tévésorozatban játszotta Rumburak szerepét. Testvére Ladislav Lábus építész.
Tagja volt a "Kaiser a Lábus" duónak is, Oldřich Kaiserrel együtt.

## Filmjei
- Szerelmespár az első évben (1974)
- A második áldozat (1974)
- Narancsszínű tüzek éjszakája (1975)
- Játéktér (1976)
- Srácurak (1976)
- A halott iskolatársak esete (1977)
- A légy halála (1977)
- …és újra a szerelem (1977)
- Holnap felkelek és leforrázom magam teával (1977)
- Játék az almáért (1977)
- Tau bácsi (1977)
- Nők a pult mögött (1978)
- Álarcban (1978)
- A Merkur jegyében (1978)
- A fekete halál (1979)
- Zeman őrnagy (1980)
- Arabela (1980-1981)
- Bulldogok és cseresznyék (1981)
- Egy csendes szoba kiadó (1981)
- Disznótor (1981)
- Szívélyes üdvözlet a Földről (1983)
- Látogatók (1983)
- A repülő fiú (1983)
- A kis és nagy hokijátékos (1984)
- Nap, széna, eper (1984)
- Doktor úr, mire fáj a foga? (1987)
- Humberto cirkusz (1988)
- Nap, széna és pár pofon (1988)
- Nap, széna, erotika (1991)
- Versengés a kastélyban (1993)
- Arabela visszatér (1993-1994)
- Amerika (1994)
- A gyönyör összeesküvői (1996)
- Elfeledett fény (1996)
- Őrült föld (1997)
- Szeretteink (1999)
- Ottóka (2000)
- Amikor a nagyapa Rita Hayworth-t szerette (2000)
- Sötétkék égbolt (2001)
- A vénasszonyok nyara (2001)
- Az ördög tudja (2003)
- Keserű kávé (2004)
- Történetek a térről (2004)
- Revizor (2004)
- Őfelsége pincére voltam (2006)
- Egy éjszaka egy városban (2007)
- A padláson (2009)
- Három bohóc (2013)
- A legjobb barát (2017)
- Tulajdonosok (2019)
- Az egér legjobb barátja (2021)